# Теорема Александрова о развёртке
Теорема Александрова о развёртке — теорема о существовании и единственности замкнутого выпуклого многогранника с данной развёрткой, доказанная Александром Даниловичем Александровым.
Единственность в этой теореме является обобщением теоремы Коши о многогранниках и имеет схожее доказательство.
Обобщение этой теоремы на произвольные метрики на сфере сыграло ключевую роль в становлении и развитии Александровской геометрии.
Другое доказательство, основанное на деформации трёхмерного многогранного пространства, было предложено Ю. А. Волковым в его кандидатской диссертации 1955 года.

## Формулировка
Многогранная метрика на сфере изометрична поверхности выпуклого многогранника тогда и только тогда, когда сумма углов при любой её вершине не превосходит {\displaystyle 2{\cdot }\pi }.
Более того, многогранник определяется метрикой на своей поверхности с точностью до конгруэнтности.
При этом допускается, что многогранник вырождается в плоский многоугольник, в этом случае поверхность многогранника определяется как удвоение многоугольника в его границе, то есть две копии многоугольника склеенные по соответствующим точкам границы.

### Замечания

Развёртка октаэдра из четырёх шестиугольников.

- В оригинальной формулировке Александров пользуется понятием развёртки многогранника на плоскости, то есть набора плоских многоугольников и правил склейки этих многоугольников в многогранную метрику. Одну из таких развёрток можно получить из набора всех граней многогранника с естественным правилом склейки. Однако в общем случае многоугольники развёртки могут перекрываться с несколькими гранями; смотри рисунок.

## Вариации и обобщения
- (Теорема Александрова) Внутренняя метрика на сфере изометрична поверхности выпуклого тела тогда и только тогда, когда она имеет неотрицательную кривизну в смысле Александрова. При этом допускается, что тело вырождается в плоскую фигуру, в этом случае поверхность фигуры определяется как её удвоение.
  - (Теорема Погорелова) Более того, выпуклое тело определяется однозначно с точностью до конгруэнтности.[3][4]
  - (Теорема Оловянишникова) Полная метрика {\displaystyle d} на плоскости {\displaystyle \mathbb {R} ^{2}} изометрична поверхности выпуклого множества {\displaystyle K\subset \mathbb {R} ^{3}} только тогда, когда она имеет неотрицательную кривизну в смысле Александрова. Более того конус на бесконечности {\displaystyle K} можно задать произвольно при условии, что его граница изометрична конусу на бесконечности {\displaystyle (\mathbb {R} ^{2},d)}.